# Hugh Huxley
Pour les articles homonymes, voir Huxley.
Hugh Esmor Huxley, né le 25 février 1924 et mort le 25 juillet 2013, est un biologiste et professeur de biologie britannique de l'Université Brandeis, membre de la Royal Society,,,.

## Éducation
Hugh Huxley est titulaire d'un doctorat du Christ's College à Cambridge. Ses études portent sur la structure du muscle.

## Carrière
Après son doctorat, Huxley continue ses études sur la structure musculaire, en utilisant le microscope électronique et la diffraction par rayons-X. Il est élu membre de la Royal Society en 1960 et reçoit le Prix Louisa-Gross-Horwitz en 1971. Ses recherches lui valent aussi la Médaille Royale en 1977 puis la Médaille Copley en 1997. Il reçoit par ailleurs le Prix William Bate Hardy en 1966, et la Médaille Franklin en 1990. Le Prix Albert-Einstein lui est décerné en 1987 pour ses contributions à la biologie moléculaire, et ses applications dans son domaine de recherche, la biologie du muscle.
Le professeur Huxley est membre de la British Humanist Association.